# Estación Hospital de São João
La Estación Ferroviaria Hospital de São João se encuentra cerca del Hospital de São João, en el ayuntamiento de Matosinhos, en la región del Gran Porto, Portugal.

## Servicios
Actualmente es servida por una línea del Metropolitano de Porto: la Línea D (amarilla)
- Línea D Hospital de São João - Santo Ovídio

Esta estación se encuentra, al igual que la totalidad de la Línea de Leixões cerrada al servicio comercial de pasajeros, habiendo funcionado en 2009-2010.
- Datos: Q574787